# Ho Ši Min
 Ovo je glavno značenje pojma Ho Ši Min. Za najveći grad u Vijetnamu pogledajte Ho Ši Min (grad).
Ho Ši Min (vijetnamski: Hồ Chí Minh; Kim Lien, 19. svibnja 1890. – Hanoi, 2. rujna 1969.) bio je vijetnamski revolucionar i državnik.

## Životopis

### Rani dani
Vijetnamski revolucionar i političar Ho Ši Min službeno je rođen 19. svibnja 1890. godine u selu Kim Lien u Annam, pokrajina Nghe An, kao Nguyen Van Thanh (u prijevodu: Nguyen koji će biti pobjednik). No, u pariškim i moskovskim arhivima može se pronaći šest posve različitih nadnevaka njegova rođenja u rasponu od 1890. do 1904. godine. Nguyen Van Thanh pohađao je francusku srednju školu i nije mogao razumjeti kako zemlja koja je proklamirala geslo "Sloboda, jednakost, bratstvo" može u sužanjstvu držati Indokinu. U školi koju je pohađao učili su ga da Francuska uvodi tehnička dostignuća u Indokini za njezin boljitak. Ali je Ngyuen držao kako od toga imaju koristi samo Francuzi, a javno je govorio kako je Vijetnam u posljednjih 2000 godina konstantno bio okupiran te da Francuzi nisu ništa bolji od drugih okupacijskih sila. Iz škole je izbačen 1914. godine kada je uhvaćen s preslikom zabranjenih dokumenata. Nakon što je izbačen krenuo je u potragu za poslom i našao ga u selu Phan-Thiet, u susjednoj Kini, kao seoski učitelj.

### Izbivanje iz Vijetnama
Nakon što je u Kini s vlasti zbačena dinastija Manchu vraća se u Vijetnam, točnije Sajgon gdje radi kao kuhar. Godine 1912. našao je posao na jednom francuskom brodu na kojem radi dvije godine obilazeći skoro sve poznatije svjetske luke (Boston, Port Said, Marseille, Rio de Janeiro, Šangaj) da bi se privremeno skrasio u Londonu zaposlivši se, opet kao kuhar, u Carlton hotelu. Poslije Londona seli se u Pariz (1919.) gdje uzima ime Nguyen AI Quoc (Nguyen domoljub). Tu ostaje do 1923. godine, istovremeno postaje aktivan u socijalističkom pokretu. No, u prosincu 1920. godine jedna frakcija, kojoj je pripadao i on, odvaja se od Socijalističke stranke i osniva Komunističku partiju Francuske. Godinu dana kasnije utemeljio je skupinu Le Paria. Cilj skupne bio je suzbijanje francuskog kolonijalizma u Indokini, zbog čega ga prati policija. Na dojavu o policijskoj prismotri šalje policiji svoj dnevni raspored kretanja. Dvije godine kasnije (1923.) odlazi u Moskvu na Peti kongres Kominterne gdje kritizira sudrugove, francuske komuniste, zbog preblagog protivljenja francuskom kolonijalizmu.

### Revolucionarni rad
Već godinu dana kasnije (1924.) putuje u grad Guangzhou (pokrajina Kanton u južnoj Kini) koji kontroliraju kineski komunisti. Tu uči vijetnamske izbjeglice revolucionarnim tehnikama, ali 1927. godine kineski nacionalisti osvajaju vlast u Guangzhou i Ngyuen se vraća u Sovjetski Savez. Sljedeće godine putuje u Bruxelles i Pariz te potom u Sijam gdje provodi dvije godine kao predstavnik Kominterne u jugoistočnoj Aziji. Potom 1930. godine predsjeda utemeljenju Indokineske komunističke partije (IKP) i predlaže program stranke koji je usvojen većinom glasova. Kao ciljevi stranke u program su uvršteni - zbacivanje francuske vlasti, uspostava nezavisnog Vijetnama pod vlašću narodne vlade, nacionalizacija gospodarstva, zemljišna reforma, uvođenje osmosatnog radnog dana, jednako pravo naobrazbe i poništenje javnih dugova. U međuvremenu kolaps njujorške burze nagriza Vijetnam. Plaće se smanjuju za 50%, a nezaposlenost raste za 33%, a štrajkovi radnika sve su češći, dok seljaci prosvjeduju tražeći reforme. Vlasti se ne očituju na zahtjeve stanovništva i dolazi do ustanka. Seljaci preuzimaju vlasti u nekim područjima, te uz pomoć mjesnih IKP aktivista, proglašavaju sovjete. U rujnu 1930. godine vlasti odgovoraju na pobunu šaljući Legiju stranaca koja guši ustanak. Vlasti uhićuju više od 1000 osumnjičenika, od kojih oko 100 dobiva dugogodišnje zatvorske kazne. Osam, od kojih su neki bili čelni ljudi IKP-a, smaknuti su. Nguyen bježi u Hong Kong te nastavlja svoje djelovanje kao predstavnik Kominterne u jugoistočnoj Aziji gdje ga 1931. godine uhićuje britanska policija. U zatvoru ostaje do 1932. godine kada je pušten na slobodu te putuje u Moskvu gdje studira na Lenjinovom institutu.

### Drugi svjetski rat
Kolovoz je 1939. godine, predvečerje 2. svjetskog rata, Njemačka i Sovjetski Savez potpisuju pakt o nenapadanju, a francuska vlada zabranjuje djelovanje Komunističke partije Francuske. Početkom naredne 1940. godine Nguyen Van Thanh stiže u južnu Kinu, obnavlja kontakte s IKP-om, i počinje koristiti ime Ho Ši Min (Onaj koji je prosvijetljen). Nakon Poljske Njemačka porobljava Francusku, a čelnici IKP-a zaključuju kako se ukazuje prilika za nezavisnost Vijetnama. Iste godine 22. rujna japanske okupacijske trupe ulaze u Vijetnam. Umjesto oružanog sukoba francuske vlasti dogovaraju primirje te uglavljuju ugovor prema kojem im je dopušteno nesmetano obnašati svoju vlast, ali pod nadzorom Japana. U siječnju 1941. godine, sada Ho Ši Min, organizira Vietnam Doc Lap Dong Minh Hoi (Ligu za nezavisnost Vijetnama), kasnije poznatiju pod imenom Viet Minh. Ubrzo Viet Min uspostavlja svoju vlast na dijelu Vijetnama uz granicu s Kinom. U kolovozu 1942. godine odlazi na sastanak sa zvaničnicima kineske komunističke stranke, ali ga uhićuju snage kineskih nacionalista i zatvaraju do rujna 1943. godine kada su ga oslobodili kineski komunisti, a on se zatim vratio u Vijetnam. Južna Kina postaje ponvono Ho Ši Minovo odredište u siječnju 1945. godine kada se sastaje s predstavnicima Sjedinjenih Država i Francuske te bezuspješno pokušava od njih dobiti priznanje neovisnosti Vijetnama. Uskoro, 9. ožujka, dolazi do dramatičnog obrata jer japanske snage razoružavaju francuske te preuzimaju punu administrativnu kontrolu nad Vijetnamom. Sporazum iz 1883. godine, prema kojem je uspostavljena Indokina kao francuski protektorat opozvan je, a Vijetnam proglašava neovisnost pod japanskim pokroviteljstvom.

### Kapitulacija Japana i uspostava DR Vijetnama
Dana 6. kolovoza 1945. godine Amerikanci bacaju atomsku bombu na Hirošimu (Japan), a tri dana kasnije (9. kolovoza) atomska bomba je bačena i na Nagasaki. Pobjeda Saveznika postaje više nego očita, te IKP tek 13. kolovoza naređuje dizanje općeg ustanka u Vijetnamu. Ho Ši Min je izabran za predsjednika Nacionalnog oslobodilačkog povjerenstva (koji djeluje kao privremena vlada), a 17. kolovoza Ho Ši Min poziva vijetnamski narod na revoluciju. Istog dana Viet Min preuzima kontrolu nad Hanojem, a 25. kolovoza i nad Sajgonom. Tri dana kasnije (28. kolovoza) Viet Min proglašava formiranje privremene vlade Demokratske Republike Vijetnam s Ho Ši Minom kao predsjednikom i ministrom vanjskih poslova. Na dužnosti predsjednika DR Vijetnama ostat će do svoje smrti 1969. godine. Japan se bezuvjetno predaje 2. rujna 1945. godine, a istog dana Ho Ši Min u Hanoiju čita Deklaraciju o nezavisnosti Vijetnama u kojoj, između ostalog, kaže: "Narod koji se hrabro suprotstavljao francuskoj dominaciji više od 18 godina, narod koji se borio rame uz rame sa Saveznicima protiv fašista tijekom ovih nekoliko godina - takav narod mora biti slobodan i nezavistan". Međutim francuske snage počinju preuzimati vojnu kontrolu nad sve većim dijelovima Vijetnama, a u listopadu 1945. godine zauzimaju i Sajgon. Za tri mjeseca osvajaju cijeli južni Vijetnam te napreduju ka sjeveru Vijetnama. Našavši se u sve težoj situaciji Ho Ši Min 1946. godine pristaje na kompromis prema kojem Francuska priznaje DR Vijetnam kao slobodnu državu te pristaje održati izbore u južnom Vijetnamu pod uvjetom da se DR Vijetnam pridruži Francuskoj uniji te pristane na nazočnost malog broja francuskih vojnih snaga u DR Vijetnamu.

### Poslijeratni francuski kolonijalizam i oslobodilački rat
Ugovorom definirana kao mala vojna nazočnost ona brzo doseže brojku od 15.000 francuskih vojnika. U pregovorima koji se nastavljaju Francuska postaje sve tvrđi pregovarač što 20. studenog kulminira sukobom francuskih i vijetnamskih vojnika kada je francuska krstarica otvorila vatru u luci Haiphong. Nedugo zatim, 19. prosinca, francuske snage naređuju snagama Viet Mina da polože oružje i priznaju francusku vlast. Viet Min odgovara napadom i započinje rat. Ho Ši Min pismenim putem traži američku pomoć, ali američki predsjednik Harry S. Truman staje na stranu Francuske. Nakon američkog odbijanja Sovjetski Savez i Kina ponudili su Ho Ši Minu vojnu pomoć. Ho je prihvatio pomoć u tenkovima, brodovima, zrakoplovima i raketama, ali odbija nazočnost stranih trupa na vijetnamskom tlu. Bitka kod Dien Bien Phua 1954. godine obilježila je konačan poraz francuskih snaga u Sjevernom Vijetnamu. Mirovnim sporazumom u Ženevi 1954. godine zaključena je podjela Vijetnama na Sjeverni (Demokratska Republika Vijetnam) i Južni (Republika Vijetnam). Ho Ši Min se ubrzo u Južnom Vijetnamu aktivirao Fronta nacionalnog oslobođenja Južnog Vijetnama (FLN), koji je na Jugu vodio gerilski rat s ciljem konačnog ujedinjenja dvaju Vijetnama. Viet Cong je primao pomoć od Sjevernog Vijetnama uglavnom preko Laosa koristeći tzv. Ho Ši Minov put.

### Zadnji dani
Početkom 1960-ih godina Ho Ši Min je sve bolesniji zbog problema sa srcem. Bolest se okončava 2. rujna 1969. godine kada umire od srčanog udara. Pokopan je u mauzoleju sagrađenom u parku u kojem je 1946. godine pred pola milijuna ljudi čitao Deklaraciju o neovisnosti Vijetnama. Prema službenim procjenama na pokop je došlo 10.000 ljudi i svi su, u znak žalosti, nosili crne vrpce. Zbog Ho Ši Minove smrti zaraćene su strane dogovorile primirje u trajanju od 72 sata.

## Nasljeđe i kult ličnosti
Nakon oslobođenja cijelog Vijetnama 1976. godine u čast Ho Ši Minu bivši glavni grad Južnog Vijetnama Sajgon nosi njegovo ime.
Kao vođa pokreta otpora u narodu dobiva mitske odlike pa tako prvotno postaje narodni heroj, a nešto kasnije i skoro pa svetac. Komunistička propaganda slavi ga kao najvećeg vijetnamskog stratega, teoretičara, mislioca, državnika, diplomata, pjesnika i filozofa. Na jugu Vijetnama seljaci su čak gradili hramove koje su posvećivali Ho Ši Minu, dok su na sjeveru zemlje žene molile ispred oltara s njegovom slikom. Stvaranju kulta ličnosti pridonosi vrlo konkrento i sam 1948. godine kada piše knjižicu pod pseudonimom Tran Dan Tien u kojoj opisuje Ho Ši Mina kao osobu koja želi biti ništa drugo doli otac i junak vijetnamske nacije.

## Vanjske poveznice
|  | Zajednički poslužitelj ima još gradiva o temi Ho Chi Minh |